# كريس باتشيلور
كريس باتشيلور (بالإنجليزية: Chris Batchelor)‏ هو عازف جاز بريطاني، ولد في 9 أبريل 1962.

## وصلات خارجية
- كريس باتشيلور على موقع ميوزك برينز (الإنجليزية)
- كريس باتشيلور على موقع أول ميوزيك (الإنجليزية)
- كريس باتشيلور على موقع ديسكوغز (الإنجليزية)